# Biodiverzitás-monitorozás
A biodiverzitás-monitorozás (monitoring) adott területen és adott időben meglévő biodiverzitás megismerését és a jelenlévő egyedek állapotaiban (pl. populációnagyság, fajkészlet, diverzitás) bekövetkező esetleges változások követését jelenti. Egy olyan irányított adatgyűjtésről van szó, mely során egy kiválasztott egyed állapotát meghatározott időközönként a vele kapcsolatban álló paraméterek segítségével vizsgálják. A módszer feladata, hogy jelezze, ha egy vagy több mért jellemző értéke eltér a várt eredménytől, vagy elérte az előre meghatározott értéket. Elengedhetetlen vizsgálati módszer egy területen a jelentős vagy veszélyeztetett természeti értékek és az élőlények egyedszámának csökkenéséhez vezető folyamatok felismeréséhez. Segítségével ellenőrizni lehet a biológiai sokféleséget meghatározó folyamatokról alkotott elméletek helyességét, illetve az egyedek megóvása érdekében hozott intézkedések sikerességét.
A biodiverzitás-monitorozás nem azonos a biomonitoringgal. A két vizsgálati módszer között ugyan lehetnek átfedések, azonban fő céljukban különböznek egymástól. A biomonitoring segítségével a vizsgált terület vagy környezet fizikai és kémiai állapotát határozzák meg az élőlények állapotának vagy állapotváltozásának elemzésével. Ezzel szemben a biodiverzitás-monitorozás esetében meghatározott és vizsgált populáció, faj, közösség vagy élőhely állapotának a figyelemmel kísérése a cél. De gyakran a biomonitoring vizsgálatok segítségével lehet követni a biológiai sokféleséget meghatározó folyamatokat is, például egy vízszennyezés észlelése után a beavatkozás hatékonyságát ellenőrizni.

## A biodiverzitás-monitorozás jelentősége
Korunk legnagyobb környezeti problémái közé tartozik a biológiai sokféleség rendkívül felgyorsult csökkenése, azaz a „biodiverzitás-krízis”, ami napjaink egyik legfontosabb feladatává tette a biodiverzitás megóvását. Az emberiség számos tevékenységével – élőhelyet átalakító és szennyező működései, vadon élő növények és állatok mértéktelen felhasználása, invazív fajok betelepítése stb. – járult hozzá, hogy a földtörténet eddig ismert legnagyobb kihalásaival szinte megegyező fajpusztulásnak lehettünk szemtanúi a második évezred küszöbén. Ezért jött létre a Föld biodiverzitásának természetével és állapotával foglalkozó interdiszciplináris tudomány, az ún. a konzerváció-biológia (vagy természetvédelmi biológia), melynek célja a biológiai sokféleség megőrzése és annak védelme a túlzott kipusztulástól.

## Jogszabályi háttér
Rio de Janerióban 1992-ben született meg az ENSZ égisze alatt az első olyan nemzetközi egyezmény („Egyezmény a Biológiai Sokféleségről”, az ún. riói egyezmény), amely a részes államok részére alapelveket és teljesítendő feladatokat (pl. a sokféleség állapotának figyelése, monitorozása) határozott meg a környezet állapotának figyelemmel kísérésére és megóvása érdekében. A földi élet valamennyi formájának egyetemes védelmére létrejött egyezmény megteremtette a lehetőséget a környezet állapotára vonatkozó alapadatok nemzetközi szintű, szervezett begyűjtésére és azok összehasonlítására és rendszeres elemzésére.
Emellett mára már több olyan nemzeti törvény és nemzetközi jogszabály, valamint multilaterális és nemzetközi megállapodás/egyezmény létezik, amik szintén előírják a biológiai sokféleség kötelező monitorozását. Ilyen például
- a Természet védelméről szóló 1996. évi LIII. törvény: védett fajok, közösségek és védett területek eredményes megóvása érdekében előírja ezen védett természeti értékek állapotának és változásának folyamatos monitorozását, alapot teremtve ezzel egy hatékony védelmi stratégia kialakítására.
- az EU irányelvei: Madárvédelmi Irányelv (79/409/EGK, 2009/147/EK) és Élőhelyvédelmi Irányelv (92/43/EGK): az irányelvekben meghatározott fajok, közösségek és élőhelyek állapotának ellenőrzését írja elő, kiemelten a NATURA 2000-es védett területeken.
- az EU Víz Keretirányelve (WFD 2000/60/EC): a vizes élőhelyekhez kötődő fajok, közösségek és élőhelyek biomonitorozását írja elő.

## Módszertan
A vadon élő növény- és állatfajokat három fő adatgyűjtő tevékenységgel tudják időben meghatározott rendszerességgel monitorozni:
- Vizsgálat (survey): a viszonylag rövid ideig tartó adatgyűjtés folyamán a megfigyelt változók állapotát egy adott eljárás segítségével minőségi (kvalitatív) vagy mennyiségi (kvantitatív) módon jellemzik a lehetséges eredmények meghatározása nélkül.
- Hosszú távú vizsgálatsorozat (surveillance): a hosszú időn keresztül végzett mérések célja, hogy a kapott adatokkal dokumentálható legyen a vizsgált állapothatározók időbeni alakulása. Ennél a méréssorozatnál sincs előzetes elvárás a lehetséges eredményekre vonatkozóan.
- Monitorozás (monitoring): az ilyen vizsgálatoknál előre meghatároznak lehetséges kimeneteleket a vizsgálat tárgyának (populáció, faj, közösség, élőhely, táj) állapotával kapcsolatban. Ezek viszonyítási alapként szolgálnak a vizsgálat során begyűjtött adatok értékeléséhez; segítségükkel pontosan meghatározható, hogy a mért értékek mennyivel térnek el vagy mennyiben azonosak a várt eredményekkel. Az időben rendszeresen vagy rendszertelenül zajló adatgyűjtést olyan jellemzők mérésével és technikák segítségével végzik, amelyekkel az előre meghatározott hipotézisek elemzése és ellenőrzése a legjobban elvégezhető.

A monitorozás sikerességének és hatékonyságának elősegítése érdekében szükség van már az elején pontosabb kérdéseket és célokat meghatározni, melyeket alapvetően két nagy csoportra osztanak:
A. Tudományos kérdések és célok: a megfigyelt rendszerek (populációk, közösségek, élőhelyek) tulajdonságainak és az ezekben megfigyelhető változások megismerésére fókuszálnak.
B. Természetvédelmi kezeléssel kapcsolatos kérdések és célok: a vizsgált populációk, közösségek és élőhelyek aktuális állapotáról és az abban bekövetkezett változásról a problémamegoldásokhoz szükséges kérdéseknek és döntéseknek szolgáltathatnak információt.
Ezen kívül még két másik csoportot különítenek el: a trend-monitorozást és hipotézistesztelő monitorozást:
- A trend-monitorozás során az élővilág egységeinek (populációk, életközösségek, élőhely komplexek) állapotát, viselkedését természetes vagy természetközeli helyzetekben figyelik. A vizsgált egyedek életfázisaiban bekövetkező (akár trendszerű) változások ismeretében könnyebben felismerhetők a természetestől való eltérések.
- A hipotézistesztelő monitorozás (vagy hatásmonitorozás) középpontjában meghatározott környezeti tényezőknek vagy emberi tevékenységeknek az élővilág viselkedésére gyakorolt hatása, illetve az előre jelzett változás bekövetkezése áll.

## Indikátorok szerepe a monitorozásban
A monitorozást olyan biológiai indikátorfajokkal érdemes végezni, amelyekkel nagy területen lehet a biodiverzitást befolyásoló hatásokat vizsgálni és rendszeres monitorozás mellett lehetséges az élőlénycsoportok, élőhelyek vizsgálata.
Az ideális indikátorfaj jellemzői
- egyértelmű taxonómiai helyzet
- a biológiai és életmenet-tulajdonságai alapvetően ismertek
- környezeti ellenállóképessége alapvetően ismert
- a környezet különböző változásaira adott válaszai alapvetően ismertek
- szélesen elterjedt
- mérsékelt mozgékonyság jellemzi
- genetikai és ökológiai változékonysága alacsony
- populációs tendenciák könnyen megfigyelhetőek
- specialista (táplálék, élőhely)
- könnyen felismerhető és feltérképezhető (nem túl kicsi, nem túl ritka)
- más értéket (politikai, társadalmi, gazdasági) is kifejezhet

Az úgynevezett kompozíciós indikátorfajok a fajösszetétel vagy diverzitás szempontjából nyújthatnak információkat, míg más indikátorfajok vizsgálatával fontos információkat kaphatunk szerkezeti (pl. talaj, vegetáció, táj struktúra stb.) vagy funkcionális (produktivitás, anyag és energiaforgalom stb.) témákban (is).
A biodiverzitás-monitorozás esetében nagyon fontos a reprezentativitás és a megfelelő adatnyilvántartás.
- A munka elején előre ki kell jelölni, hogy mekkora területre (lokális, regionális, országos vagy akár kontinentális) terveznek átfogó képet adni, illetve milyen módszert (véletlen, rétegzett véletlen, rendszeres) szeretnének alkalmazni.[10]
- A monitorozás céljának megfelelően kell az adott hatásra különösen érzékeny élőlénycsoportot kiválasztani és olyan jellemzőit vizsgálni, melyekkel a legjobban lehet kvantitatív módszerekkel kimutatni és elemezni az adott hatásra bekövetkező változásokat. A mérések során a vizsgált populáció, közösség tulajdonságai (populáció nagyság, fajkészlet, diverzitás stb.) mellett a céltól függően más környezeti paraméter(ek) mérése (pl. talajvízszint csökkenés, klímaváltozás, adott (pl. vizes) élőhelyek mennyisége a fontos fészkelő területeken[8] is szükséges lehet, melyek segíthetnek a vizsgált rendszer helyzetének és változásának pontosításában.
- A monitorozás során kapott adatok megfelelő tárolása kulcsfontosságú, főleg, ha hosszú időre tervezett a munka és többféle módszert is alkalmaznak. A pontos adatrögzítés az adatok térbeli eloszlásáról, az alkalmazott módszerről és az adatfeldolgozás közben felmerülő egyéb, az értelmezést befolyásoló tényezőkről elengedhetetlen.[11]

### A növényzet biodiverzitásának monitorozása
A növényzet biodiverzitásának monitorozását három szinten végzik:
- Fajszintű monitorozás esetében a növényfajok (pl. mohák, edényes növényeket) populációinak a felmérése történik. Ilyenkor egyedszámlálást, a populáció felmérést és térképezést (pl. ponttérképezést, areatérképezést) végeznek. Általában javasolt 3 évente és abban az időszakban megvalósítani a felmérést, amikor a növények a legjobban felismerhetőek.
- Társulás szintű monitorozás, a növényzeti társulások (fa-, gyep-, hínár-, mohatársulások) felépítésében bekövetkezett változásokat vizsgálja.
- Élőhelytípusok tájszintű monitorozása során kilométeres skálán ábrázolják az élőhelytípusokat vagy előfordulásukat, arányukat vagy annak változását.

### Az állatvilág biodiverzitásának monitorozása
Az eddigi nemzetközi és hazai ismeretek alapján választottak ki a szakértők olyan állatcsoportokat, melyek segítségével a lehetőségek alapján hatékonyan elvégezhető a fajok és közösségeik monitorozása. Ezek a (kiválasztott) állatcsoportok hazánkban például a rákok, a szitakötők, az egyenesszárnyúak, a bogarak, a lepkék, a kétéltűek, a hüllők, a madarak és az emlősök.

#### Ízeltlábúak: egyenesszárnyúak rendje
Vizsgálatuk az élővilág-védelem tekintetében fontos, mert a gyepekhez kapcsolódó rovarpopuláció legnagyobb tömegét teszik ki. Vizsgálatukat elősegíti, hogy könnyen gyűjthetők, a fajok pontosan meghatározhatók, valamint megfelelő eszközök segítségével/birtokában akár kis egyedsűrűségben is jól vizsgálhatók. Monitorozásukat átlagban 2 évente, évi legalább 2-3 alkalommal, lárva vagy imágó formában vizuális vagy akusztikus észleléssel szokták elvégezni.
Az egyenesszárnyúak monitorozáshoz használt módszerek:
- vonal menti fűhálózás
- egyelés (a faj megjelenésének meghatározására alkalmas, mely során fűháló segítségével a vizsgált terület összes potenciális élőhelyfoltjában tetszőleges csapásszámmal vesznek mintát. Később akár egyedsűrűség is becsülhető lesz)
- hang alapján történő azonosítás (ultrahang detektor alkalmazásával).

##### Nappali és éjszakai nagylepkék
A nappali lepkék vizsgálata az ismert, archív fogási információk alapján a vizsgálandó fajok és mintavételi helyek kiválasztásával kezdődött. A vizsgálatok során a lepkefajok jelenlétének hiányáról, tápnövényeiről, az élőhely aktuális állapotáról gyűjtenek információkat. A lehetséges módszerek közül a populációméret meghatározására jellemzően a jelölés-visszafogást és számlálást alkalmazzák.
A nappali lepkefajok monitorozáshoz használt módszerek:
- jelölés-visszafogás: ennek lényege, hogy a többnapos mintavételezés alatt a lepkék szárnyát alkoholos filctollal jelölik meg ahhoz, hogy majd a jelölt és jelöletlen egyedek arányából vissza lehessen következtetni az állomány nagyságára.
- számlálás: egy kijelölt vonal mentén sétálva jegyzik fel a látott egyedek számát.
- tápnövény keresés: közvetett információ, a repülési időszakban célzottan keresik az adott tápnövényekhez kötődő lepkefajokat.

Az éjszakai lepkefajok esetében éjszakai lámpázást, míg egyes fajok esetében a hernyókeresést alkalmazzák, valamint a vizsgálat történhet az Erdészeti Tudományos Intézet (ERTI) vezetésével zajló erdészeti fénycsapda-hálózat segítségével is. Utóbbi Magyarország nagytájait csaknem egyenlő arányban lefedi és hosszú távon is alkalmas lehet az erdei rovarok biológiai sokféleségének vizsgálatára. A mintavételezést tavasztól késő őszig végzik (március 1. – december 31. között).   

#### Kétéltűek és hüllők
A kétéltű- és hüllőfauna felmérését 2001-ben kezdték el Magyarországon egyforma módszerekkel. Ezeket a monitorozó vizsgálatokat a Nemzeti Biodiverzitás-monitorozó Rendszer (NBmR) irányítja. A vizsgálatokat mindig az épp vizsgált élőlénycsoport egyik szakértője vezeti és az NBmR által kidolgozott protokoll alapján alkalmazható módszer egyikével (pl. kifejlett állatok és petecsomó számlálása, hang alapján történő becslés, lámpázás, sáv menti vagy foltban történő mintavételezéssel, csapdázás) végzik.
A kétéltűek esetében elmondható, hogy az egyedszámaik nagymértékben változhatnak, vagy akár szélsőségesen is ingadozhatnak élettelen és/vagy az élő környezeti tényezők miatt.
A hüllők monitorozása általános helyzetük vizsgálatán és (térképen is ábrázolható módon) az országos elterjedésük folyamatos nyomon követésén alapszik. A monitorozást 15 kiválasztott fajon szokták végezni, de ezek közül nyolcat (pl. zöld gyík, fürge gyík, vízisikló, erdei sikló) sokkal célzottabban vizsgálnak, azaz jelenlétüket vagy hiányukat lokális vagy táj és regionális szinten is figyelemmel kísérhetik.
Mintavételi módszerek a kinyerhető információk alapján csoportosítva:
- teljes fajlista: teljes fajlista leltárba vétele
- relatív gyakoriság: vizuális megkeresés, hang alapján való megkeresés, terelőkerítés és vödörcsapda használata, szaporodóhelyek felmérése, terelőkerítés a szaporodóhelyen
- populációsűrűség: kvadrátban történő mintavétel, sávmenti mintavétel, foltban történő mintavétel, a lárvák kvantitatív mintavételezése

#### Kisemlősök
Az NBmR csak kivételes esetekben (pl. északi pocok, ürge) vállal befogási módszerrel (csapdázás, elevenfogó csapdázás) vagy lyukszámlálással történő kisemlős monitorozást és populációméret-becslést.
A pelefajok (mogyorós pele, nagy pele, erdei pele) állományában bekövetkezett változásokat kihelyezett műanyagodúkkal és ezek rendszeres ellenőrzésével tudják nyomon követni.  
Gyakran használt közvetett vizsgálat a bagolyköpetek elemzése. Ehhez legideálisabbak a gyöngybagoly (Tyto alba) köpetmintái, mivel a hazai bagolyfajok közül ő táplálkozik a legszélesebb zsákmány-összetétellel. Ez a módszer egyrészt nem okoz természetrombolást, másrészt relatív populációbecslésre is alkalmas. Megállapíthatók vele a kisemlősök térben és időben bekövetkező mennyiségi változásai, továbbá az is, hogy mennyire befolyásolhatja a tájhasználat vagy a mezőgazdasági művelés a kisemlős közösségek összetételét.

#### Madarak
A többi állatfajhoz képest a madárfajok helyzetének vizsgálata és védelme kiemelkedik az országok természetvédelmében, olyannyira, hogy sok országban a legtöbb védett faj a madarak osztályából származik. Emiatt is lehet, hogy Földünkön a madarak biodiverzitás-monitorozása már több mint 100 éves múlttal rendelkezik a legnagyobb területi kiterjedéssel. Magyarországon a fehér gólya egész országra kiterjedő, rendszeres monitorozása rendelkezik a legnagyobb múlttal, amely napjaink monitorozó vizsgálatai feltételeinek is eleget tesz.
A madaraknak a többi fajtól eltérő, kiemelt népszerűségét az is okozza, hogy átfogó ökológiai, etológiai és evolúciós tudással rendelkezünk róluk, ami szükséges az eredményes monitorozó terv összeállításához és véghezviteléhez. A közel 100 év alatt begyűjtött korábbi adatok pedig alkalmasak táj-, régió- és élőhelyváltozási trendek, az ezekben bekövetkező esetleges változások (pl. egy madárfaj eltűnése vagy megjelenése) vagy problémák feltárására.
Lokális, regionális szinten vagy egész országra kiterjedően a madarakat három módon vizsgálják:
- fészkelő állományok megfigyeléses monitorozása,
- átvonuló vagy telelő madarak megfigyelése,
- fészkelő, vonuló és telelő madárállományok madárgyűrűzésen keresztüli tanulmányozása.[27]

##### A vizsgálathoz használt felmérési módszerek:[28]
Egyedszám – Egyedszámváltozás
A) Megfigyelésen alapuló módszerek
- Dán-rendszerű egyszeri pontszámlálás, állományváltozás index
- Kétszeri pontszámlálás, vonalszámlálás távolságbecsléssel, relatív és abszolút sűrűség, index (distance sampling, DISTANCE program)
- Territórium térképezés, abszolút sűrűség, állományváltozás index
- Állománytrendek vizsgálata (TRIM)

B) Befogáson, jelölésen alapuló módszerek
- Állandó hálófelület módszer, állományváltozási és szaporodási index
- Fogás-visszafogás becslés, abundancia („Borítás, denzitás. Populáció mennyisége élőhelyen (biotóp), illetve élettársulásban (biocönózis)”, index (MARK))

##### Szaporodási siker
- „Fészekkártya” felmérések: alapja egy űrlap kitöltése, amelyre meghatározott eljárással és meghatározott időintervallumonként jegyzik fel a különböző adatokat egy-egy fészekről (pl. fészekben található tojás mennyisége, kikelési százalék, kirepült fiókák száma, szaporulat mértéke fészkenként).

##### Túlélési ráta
- Fogás-visszafogás (MARK)

##### Migráció
- Színes gyűrű (MARK)
- Fogás-visszafogás (MARK)
- Rádió, műholdas, GPS telemetria vagy geolokátorok